# 9334 Моеста
9334 Моеста (9334 Moesta) — астероїд головного поясу, відкритий 16 жовтня 1990 року.
Тіссеранів параметр щодо Юпітера — 3,348.